# Acineta chrysantha
Lan a xuyên hoàng kim (danh pháp hai phần: Acineta chrysantha) là một loài lan.

## Hình ảnh

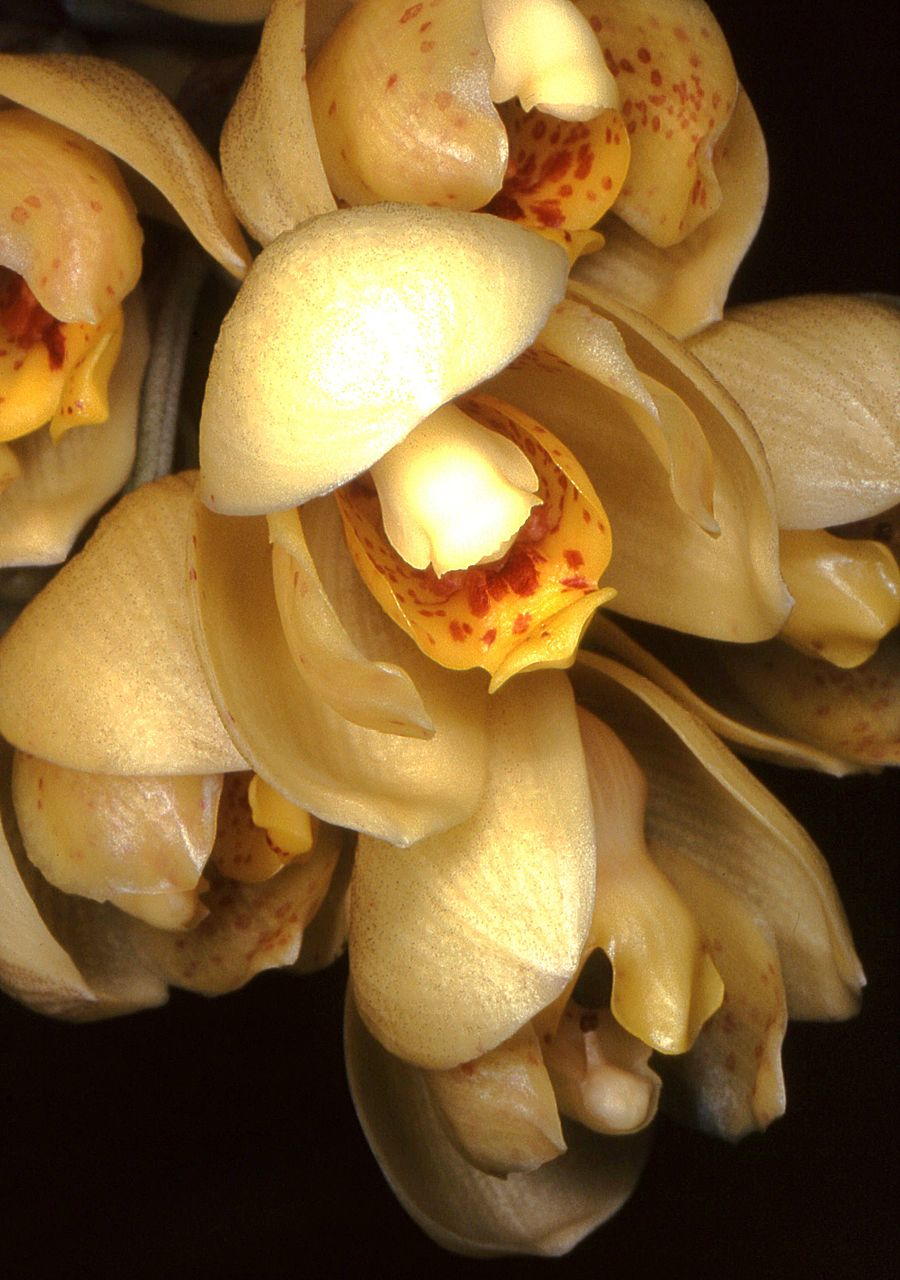
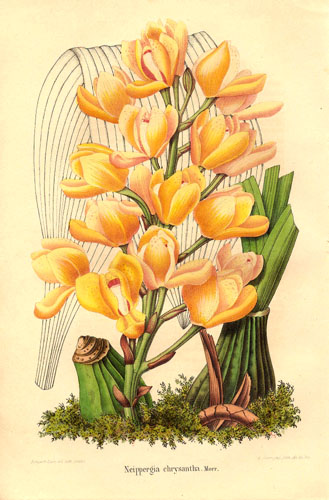
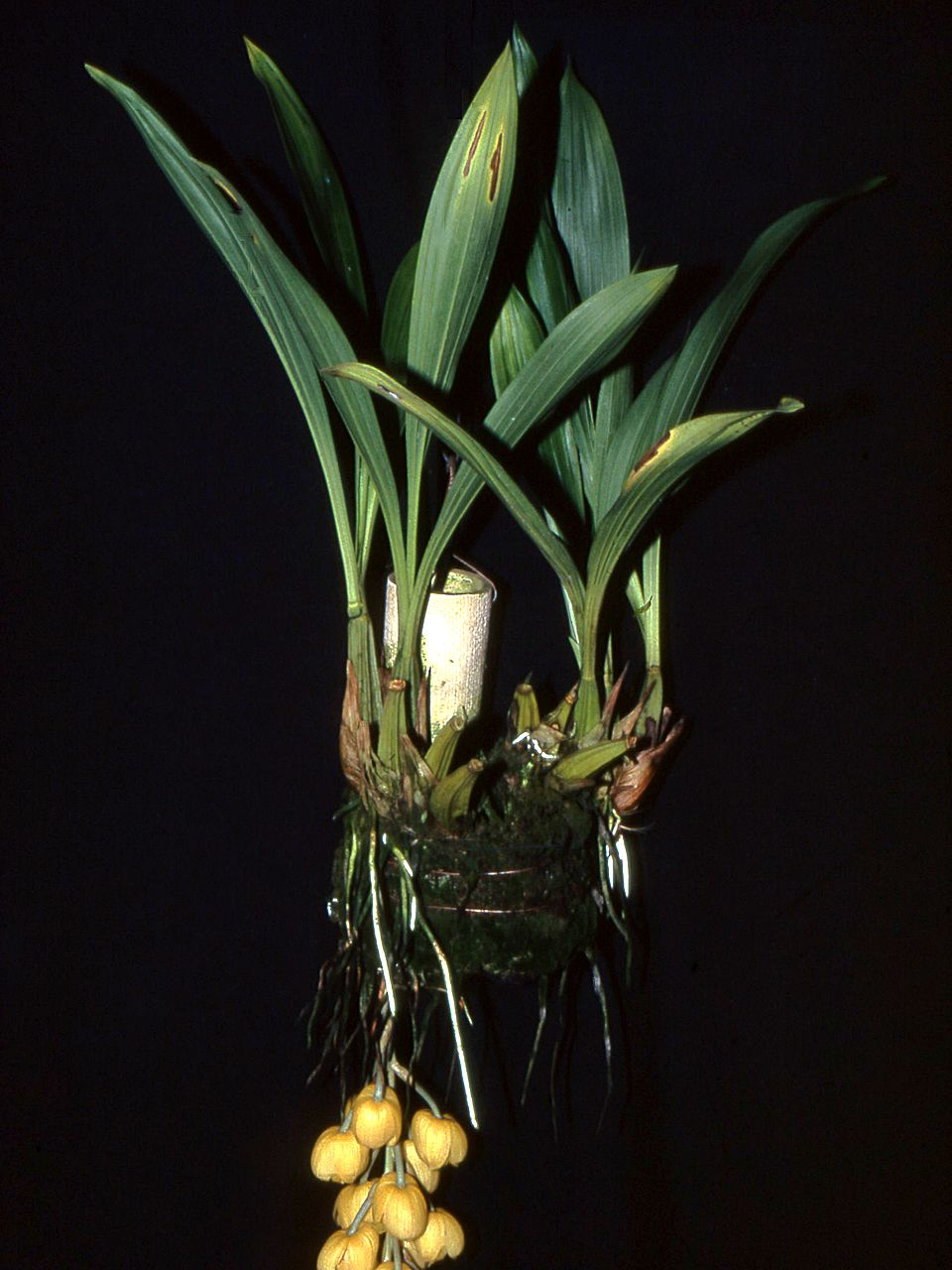
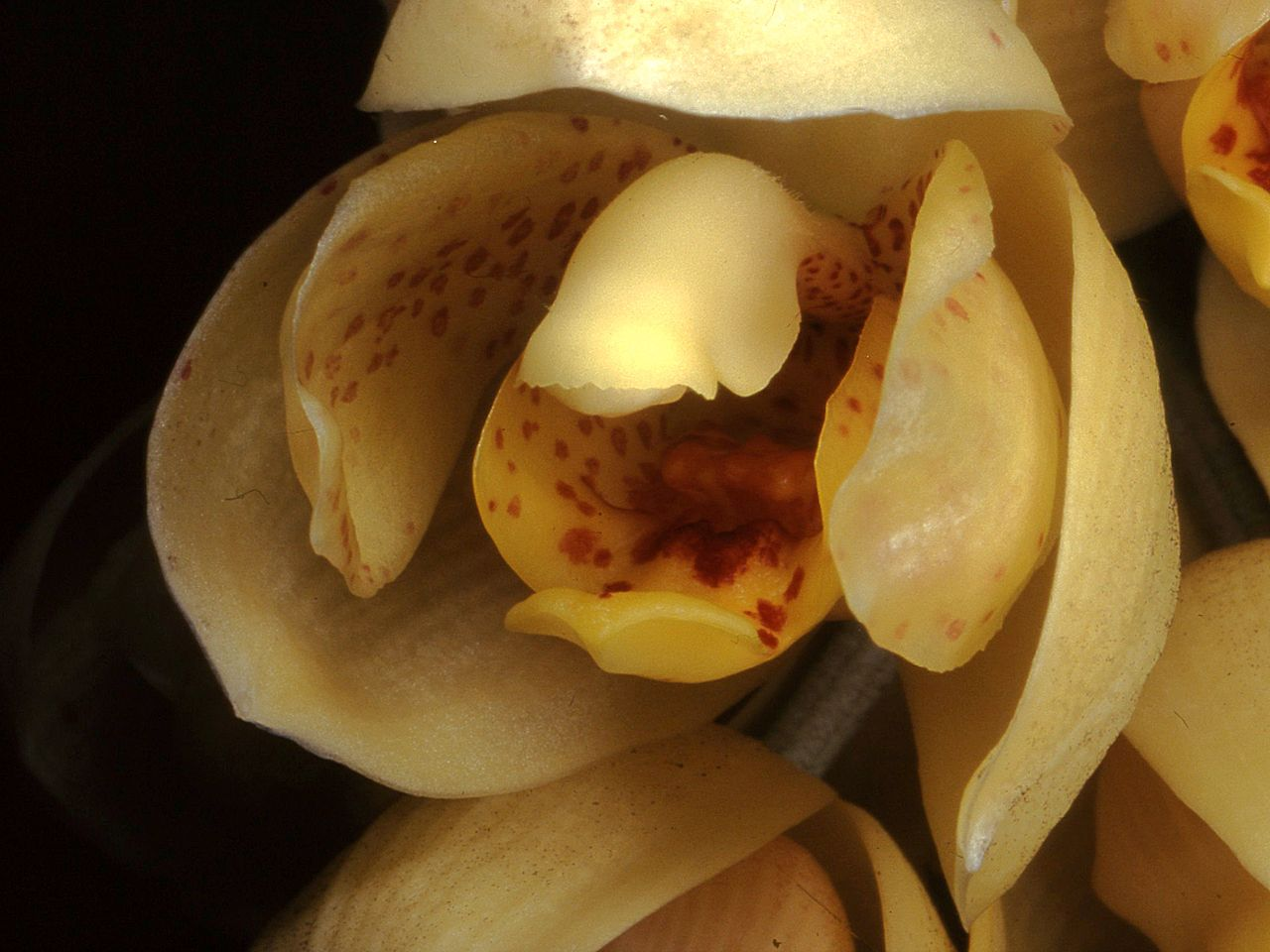